# Ascarophis crassicollis
Ascarophis crassicollis is een rondwormensoort uit de familie van de Cystidicolidae. De wetenschappelijke naam van de soort is voor het eerst geldig gepubliceerd in 1956 door Dollfus & Campana-Rouget.